# Efferia heteropterus
Efferia heteropterus är en tvåvingeart som först beskrevs av Macquart 1846.  Efferia heteropterus ingår i släktet Efferia och familjen rovflugor. Inga underarter finns listade i Catalogue of Life.